# The Incredible Gretsch Brothers
The Incredible Gretsch Brothers är en svensk rockmusikduo bestående av Peter R. Ericson och Anders F Rönnblom. De gav 1997 ut albumet The incredible Gretsch Brothers. Av detta finns en version med enbart Rönnbloms låtar samt bonusspår som ingår i samlingen F-box från 2004.

## LåtlistaThe Incredible Gretsch Brothers(1997)
1. Komedia – Rönnblom
2. Hjärtan brinner – Ericson
3. En viskning från Nastassja Kinski – Rönnblom
4. Europa brinner – Rönnblom
5. Under vinrankan – Ericson
6. Baklänges på Nilen – Ericson
7. Tarschan Boulevard – Rönnblom
8. Din barndom skall aldrig dö – Rönnblom
9. Sommarkort (En stund på Jorden) – Ericson
10. Kungarike – Rönnblom
11. Seglar – Ericson
12. En helig natt – Ericson
13. Det är inte snön som faller – Rönnblom
14. Breakfast at James Joyce literary society – Ericson

## LåtlistaF-box2004
1. Komedia – 7:04
2. En viskning från Nastassja Kinski – 4:59
3. Europa brinner – 4:05
4. Tarschan Boulevard – 7:34
5. Din barndom skall aldrig dö – 3:22
6. Kungarike – 4:39
7. Det är inte snön som faller – 6:16
8. Cleaner – 6:05 (bonusspår)
9. Jazz (Live) – 7:28 (bonusspår)
10. Souvenir: En svart fjäder – 4:25 (bonusspår)
11. Liv och lust – 3:35 (bonusspår)